# Ctenoplusia chalcopasta
Ctenoplusia chalcopasta là một loài bướm đêm trong họ Noctuidae.